# Martino da Gavardo
Martino da Gavardo (Gavardo, fine XV secolo – dopo il 1531) è stato un pittore italiano.
La sua attività artistica è documentata a Brescia e territorio, in particolare in Valle Sabbia, nel primo trentennio del XVI secolo. Lavorò prevalentemente su commissione ecclesiastica, lasciando numerose opere a soggetto sacro. L’opera di Martino da Gavardo è oggi riconosciuta come espressione autonoma della cultura figurativa bresciana tra fine Quattrocento e Cinquecento.

## Biografia
Le notizie biografiche su Martino da Gavardo sono molto frammentarie, ma delineano un’attività svolta in prevalenza tra il 1509 e il 1531, nell’area tra Brescia, la Valle Sabbia e il Lago di Garda.
Il primo riferimento documentario noto risale al 1509, quando il pittore compare tra gli artisti incaricati dal Comune di Salò di decorare due altari laterali nel duomo cittadino, affiancando Zenone Veronese e un maestro intagliatore locale. I due altari, dedicati a Santa Caterina e a San Girolamo, furono ultimati nel 1520, ma delle decorazioni pittoriche originarie si conserva solo l’opera di Zenone Veronese. La menzione di Martino accanto a un artista di tale levatura lascia supporre che avesse già maturato una discreta esperienza pittorica.
Nel 1510 Martino firmò una tavola con San Giovanni Evangelista, oggi conservata alla Pinacoteca Tosio Martinengo, qualificandosi come «habitator Salodij»: un’informazione che ne conferma la residenza a Salò in quella fase iniziale della carriera. La tavola – probabilmente parte di un polittico smembrato – fu acquistata nel 1972 dai Civici Musei di Brescia presso un collezionista viennese.
Nel secondo decennio del secolo Martino è attivo in vari cantieri del territorio: tra il 1514 e il 1515 realizza il Polittico di San Rocco per la chiesa omonima di Bagolino, oggi in parte disperso; nel 1520 affresca una Madonna con Bambino e santi a Gavardo, nella chiesa di San Rocco; poco dopo esegue tavole oggi perdute per la chiesa di Bione e per l’altare di Sant’Antonio nella parrocchiale di Gavardo.
L’ultima testimonianza certa dell’attività di Martino da Gavardo è una tavola firmata e datata 1531, già nella collezione Sessa di Milano e oggi dispersa. L’opera, in cui si legge la firma «OF MARTIN DE GAVARDO / 1531», rappresenta l’ultimo riferimento cronologico noto al pittore, la cui attività sembra essersi interrotta poco dopo quella data. Panazza ne rileva ancora forme espanse di derivazione foppesca e decorazioni dorate, ma rese con un linguaggio ormai stanco e arcaicizzante.

## Opere
- San Giovanni Evangelista, tempera su tavola (1510), Pinacoteca Tosio Martinengo, Brescia[2].
- Polittico di Promo, tempera su tavola (c. 1510–1515), chiesa di San Lorenzo, Promo di Vestone[5].
- Polittico di San Rocco, tempera su tavola (1515), chiesa di San Rocco, Bagolino (rubato nel 1968)[3].
- Sante Agata e Apollonia, tempera su tavola, palazzo vescovile di Brescia[3].
- Madonna in trono coi santi Rocco e Sebastiano, affresco (1520), chiesa di San Rocco, Gavardo[3].
- Tavole del polittico nella chiesa di Pieve di Bione (1520–1521, scomparse)[3].
- Polittico dell’altare di Sant’Antonio Abate nella parrocchiale di Gavardo (1524–1529, scomparso)[3].
- Tavole nella chiesa di San Filastrio, Tavernole sul Mella[3].

## Stile
Nonostante l'esiguità delle fonti, la critica ha riconosciuto in Martino da Gavardo una figura autonoma della pittura bresciana di primo Cinquecento, legata alla scuola di Floriano Ferramola e sensibile a modelli decorativi e paesaggistici d’ambito veneziano, ma priva di contatti diretti con i maestri della corrente romaninesca o con Zenone Veronese. Martino da Gavardo si colloca quindi nell’orbita della tradizione foppesca. Il suo stile si caratterizza per composizioni frontali, disegno rigido, campiture compatte e decorazioni a fondi dorati e losangati .
Nel San Giovanni Evangelista del 1510, derivato da un modello ferramoliano tramite cartone o spolvero, la figura risulta bidimensionale, con panneggio semplificato e sguardo fisso, ma l’esecuzione rivela mano sicura e gusto ornamentale.  
Il Polittico di Promo (oggi in situ) è il suo capolavoro: dieci tavole disposte in due registri entro una struttura lignea quattrocentesca, arricchita da decorazioni a pastiglia dorata realizzate con materiali misti (spago, cartone, gesso e oro). Il paesaggio di sfondo è continuo tra le tavole, con laghi, colline e architetture di gusto veneto.  
Le figure dei santi si distinguono per volti ovali, mani affusolate, panneggi lineari. I santi inferiori mostrano maggiore raffinatezza e qualità esecutiva rispetto ai santi superiori, probabilmente affidati a collaboratori.
Una cappella laterale nella pieve di Santa Stefania a Nuvolento, decorata da affreschi oggi frammentari, è stata attribuita alla sua mano: l’iconografia e lo stile (figure statiche, panneggi rigidi, motivi ornamentali a racemi) rimandano ai suoi modelli noti.

## Distinzione da Martino da Anfo
L’opera di Martino da Gavardo è stata a lungo confusa con quella di Martino da Anfo, ma recenti studi ne hanno chiarito l'autonomia. Martino da Gavardo opera prevalentemente in Valle Sabbia e nel Bresciano orientale, con un linguaggio legato al tardogotico lombardo e alla scuola foppesca.  
Martino da Anfo, attivo in Valcamonica e Valtrompia, rivela invece influenze più moderne e narrative, prossime a Zenone Veronese e Romanino, con una pittura più dinamica e luminosa. La separazione dei due cataloghi, fondata su documenti e confronti stilistici, ha permesso di assegnare correttamente una serie di pitture diffuse tra le valli del Bresciano.